# Phaegoptera irregularis
Phaegoptera irregularis és una espècie de lepidòpter ditrisi de la família dels erèbids (Erebidae), subfamília Arctiinae. Va ser descrita per Rothschild l'any 1916. Va ser trobada a Colòmbia.